# Asthenomacrurus
Az Asthenomacrurus a sugarasúszójú halak (Actinopterygii) osztályának a tőkehalalakúak (Gadiformes) rendjébe, ezen belül a hosszúfarkú halak (Macrouridae) családjába tartozó nem.

## Rendszerezés
A nembe az alábbi 2 faj tartozik:
- Asthenomacrurus fragilis (Garman, 1899)
- Asthenomacrurus victoris Sazonov & Shcherbachev, 1982 - típusfaj